# 维默尔堡
维默尔堡是德国萨克森-安哈尔特州的一个市镇。总面积8.56平方公里，总人口1274人，其中男性637人，女性637人（2011年12月31日），人口密度149人/平方公里。